# マローニャス競馬場
マローニャス競馬場（西: Hipódromo Nacional de Maroñas）はウルグアイのモンテビデオ市にある競馬場である。

## 概要
1874年に開設され、開設当初のスタンドはかつて競馬場が存在していたピエドラスブランカから移築されている。
1888年にはモンテビデオジョッキージョッキークラブが設立され、翌1889年2月3日にモンテビデオジョッキージョッキークラブによる初めての競馬開催が実施された。
この間、1910年には会員用の新スタンド、1938年にはフォジェイジャスタンド、1945年にはローカルスタンドがそれぞれ建設されたが、1997年にモンテビデオジョッキークラブが経営破綻したことにより同年12月14日に一度閉鎖されることとなった。
しかし、6年後の2003年6月にイピカリオプラテンセによって競馬開催が再開され、現在に至る。

## 競馬開催
金曜と土曜もしくは日曜の週2日で、金曜は全8競走、土曜もしくは日曜は14競走ほど行われている。
毎年1月6日に行われるホセ・ペドロ・ラミレス大賞当日は約20競走が実施されている。

## コース
左回りで、ダートコースは1周2,065m・幅員24m。2018年3月より芝コースの運用が開始され、1周1,906mである。

## 主な競走
- ホセ・ペドロ・ラミレス大賞
- モンテビデオ市大賞

## 交通
- モンテビデオ市中心部にある独立広場からバス102系統及び330系統で45分程度である。